# Temporada de furacões no Pacífico de 2023
A temporada de furacões no Pacífico de 2023 foi novamente um evento dentro da média de ciclones tropicais do Pacífico no hemisfério norte. O período começou oficialmente em 15 de maio no Oceano Pacífico Nordeste e em 1 de junho de 2023, no Pacífico Central, respectivamente. Ambas terminaram em 30 de novembro de 2023, e descreveram historicamente o período de cada ano em que a maioria dos ciclones tropicais se formam na bacia do Oceano Pacífico, sendo adotadas por convenção. No entanto, a formação de ciclones tropicais era possível em qualquer época do ano. Não houve atividade de ciclones tropicais na bacia nas primeiras seis semanas da temporada, tornando esta uma das últimas temporadas de início já registradas. Quando o primeiro sistema, o furacão Adrian, se desenvolveu em 27 de junho, tornou-se a segunda mais recente tempestade em formação no Pacífico Oriental (desde 1970), atrás apenas da tempestade tropical Agatha em 2016.

## Previsões sazonais
| Recorde                   | Recorde                   | Tempestades nomeadas | Furacões | Furacões maiores | Ref   |
| ------------------------- | ------------------------- | -------------------- | -------- | ---------------- | ----- |
| Média (1991–2020):        | Média (1991–2020):        | 15                   | 8        | 4                | [ 3 ] |
| Atividade recorde alta:   | Atividade recorde alta:   | 1992: 27             | 2015: 16 | 2015: 11         | [ 4 ] |
| Atividade recorde baixa:  | Atividade recorde baixa:  | 2010: 8              | 2010: 3  | 2003: 0          | [ 4 ] |
| Data                      | Fonte                     | Tempestade nomeadas  | Furacões | Furacões maiores | Ref   |
| 4 de maio de 2023         | SMN                       | 16–22                | 7–11     | 3–5              | [ 5 ] |
| 25 de maio de 2023        | NOAA                      | 14–20                | 7–11     | 4–8              | [ 6 ] |
|                           | Área                      | Tempestades nomeadas | Furacões | Furacões maiores | Ref   |
| Atividade atual:          | EPAC                      | 15                   | 10       | 8                |       |
| Atividade atual:          | CPAC                      | 0                    | 0        | 0                |       |
| Actual combined activity: | Actual combined activity: | 15                   | 10       | 8                |       |

Antes de cada temporada de furacões no Pacífico, as previsões da atividade de furacões são emitidas pelo Centro de previsão do clima da Administração Nacional Oceânica e Atmosférica dos Estados Unidos (NOAA) e pelo Servicio Meteorológico Nacional (SMN) do México. Elas incluem mudanças semanais e mensais em fatores significativos que ajudam a determinar o número de tempestades tropicais, furacões e grandes furacões em um determinado ano. De acordo com a NOAA, a temporada média de furacões no Pacífico oriental entre 1991 e 2020 continha cerca de 15 tempestades tropicais, 8 furacões, 4 furacões maiores, com um índice de energia ciclone acumulada (ECA) quase normal entre 80 e 115. Em termos gerais, a ECA é uma medida do poder de uma tempestade tropical ou subtropical multiplicada pelo período de tempo em que existiu. É calculado apenas para avisos completos sobre sistemas tropicais e subtropicais específicos que atinjam ou excedam velocidades do vento de 63 km/h (39 mph). A NOAA normalmente classifica uma temporada como acima da média, média ou abaixo da média com base no índice ECA cumulativo, mas o número de tempestades tropicais, furacões e grandes furacões dentro de uma temporada de furacões às vezes também é considerado.
Em 4 de maio de 2023, a SMN emitiu sua previsão para a temporada, prevendo um total de 16-22 tempestades nomeadas em desenvolvimento, com 7-11 furacões e 3-5 grandes furacões. Os fatores que esperavam que aumentassem a atividade foram as temperaturas acima da média da superfície do mar no Pacífico oriental e a oscilação El Niño-Sul (ENSO) permanecendo na fase neutra, com a possibilidade de um forte desenvolvimento do El Niño. Em 25 de maio de 2023, a NOAA emitiu suas perspetivas, pedindo uma temporada acima do normal com 14-20 tempestades nomeadas no geral, 7-11 furacões, 4-8 furacões principais e um índice ECA de 90% a 155% da mediana.

## Resumo sazonal

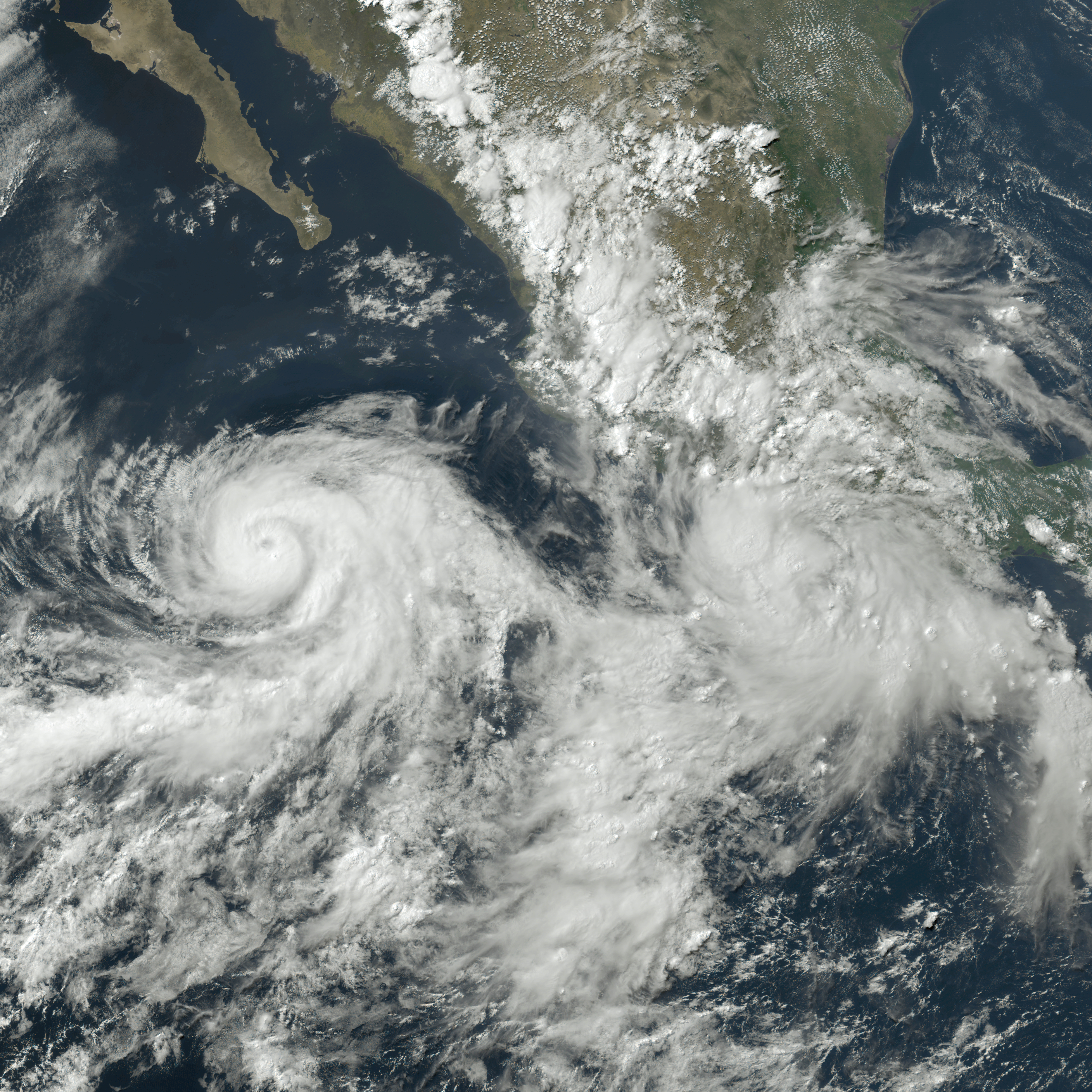
Furacão Adrian (esquerda) e Tempestade tropical Beatriz (direita) ao largo da costa sudoeste do México em 29 de junho

As primeiras semanas desta temporada de furacões no Pacífico Oriental foram tranquilas, uma vez que o primeiro sistema, o Furacão Adrian, só se desenvolveu em 27 de junho. Normalmente, a primeira tempestade nomeada se forma por volta de 10 de junho. Dois dias depois, quando Adrian se mudou para o Pacífico aberto, o Furacão Beatriz se formou perto e seguiu paralelo à costa mexicana. Em seguida, veio o Furacão Calvin, que se formou na costa sudoeste do México durante a segunda semana de julho e se tornou o primeiro grande furacão da temporada, uma vez que se movia constantemente para oeste-noroeste em direção ao Havaí. O Furacão Dora iniciou-se em agosto, intensificando-se rapidamente para um furacão de categoria 4 que se deslocou para o mar a sul do Havai. Em 11 de agosto, Dora cruzou a linha de dados internacional para se tornar apenas o segundo ciclone tropical registado a atingir a força de furacões nas bacias do Pacífico Oriental, Central e ocidental, sendo o outro John em 1994. Outro sistema do início de agosto, a tempestade tropical Eugene, formou-se e permaneceu ao largo da Costa do México durante a sua breve vida.
O índice ECA desta temporada a partir das 03:00 UTC de 12 de agosto, calculado pela Colorado State University usando dados do NHC, é de aproximadamente 75,2 unidades. Este número representa a soma dos quadrados da velocidade máxima sustentada do vento (nós) para todas as tempestades nomeadas, embora tenham pelo menos intensidade de tempestade tropical, dividida por 10.000. Portanto, as depressões tropicais não estão incluídas.

## Sistemas

### Furacão Adrian
Em 23 de junho, formou-se uma ampla área de baixa pressão ao largo da costa sul do México, numa área que o NHC vinha monitorizando há vários dias para o potencial desenvolvimento tropical. A perturbação rapidamente se tornou mais bem organizada em 27 de junho, e os avisos foram iniciados na tempestade tropical Adrian às 21:00 UTC do mesmo dia. Adrian se fortaleceu rapidamente e se tornou o primeiro furacão da temporada às 15:00 UTC de 28 de junho, enquanto estava localizado a cerca de 360 milhas (580 km) a sudoeste de Manzanillo, Colima.

### Furacão Beatriz
Uma área de baixa pressão formou-se perto da costa sudoeste da Costa Rica em 25 de junho. A perturbação começou a mostrar sinais de organização alguns dias depois, na qual, devido à ameaça que o sistema em desenvolvimento representava para o sudoeste do México, o NHC começou a emitir avisos às 03:00 UTC de 29 de junho, designando o sistema como ciclone potencial Dois-E. A perturbação finalmente se organizou em uma depressão tropical seis horas depois. Às 21:00 UTC do mesmo dia, a depressão tornou-se tempestade tropical Beatriz enquanto localizado a cerca de 170 km ao sul-sudoeste de Punta Maldonado, Guerrero. Paralelamente à costa, Beatriz foi transformada em furacão às 15:00 UTC do dia seguinte.
Uma pessoa afogou-se em Mazatlán, Sinaloa, a 1 de julho, enquanto surfava as ondas altas geradas pelos remanescente de Beatriz.

### Furacão Calvin
Uma área de baixa pressão formou-se ao largo da costa sul do México em 7 de julho. A perturbação tornou-se mais bem organizada ao longo de vários dias e desenvolveu um centro bem definido na tarde de 11 de julho, tornando-se depressão tropical Três-E. No dia seguinte cedo, Três-E fortaleceu-se na tempestade tropical Calvin. No início do dia seguinte, a depressão começou a desenvolver um nublado denso central e exibindo características de bandas, e assim foi atualizado com o aviso às 09:00 UTC, tornando-se tempestade tropical Calvin.[28] Calvin deslocou-se para oeste, para o mar, num ambiente favorável com baixo cisalhamento do vento e temperaturas quentes da superfície do mar, e foi atualizado para um furacão de categoria 1 às 15:00 UTC de 13 de julho. Em seguida, intensificou-se rapidamente e tornou-se o primeiro grande furacão da temporada às 15:00 UTC de 14 de julho. Tinha um olho bem definido de 28 km (17 mi) de largura na época, com um anel pronunciado de convecção profunda em torno dele. Uma tendência de enfraquecimento começou mais tarde naquele dia e, no início de 16 de julho, o sistema tinha caído para a força das tempestades tropicais. Ainda se movendo geralmente para o oeste, a tempestade cruzou o meridiano 140 por volta das 15:00 UTC de 17 de julho, entrando assim na bacia do Pacífico central; seus ventos sustentados na época estavam perto de 85 km/h. No início de 19 de julho, Calvin passou ao sul da Ilha do Havaí. Enfraquecido pelo encontro próximo com a terra, a tempestade começou a perder suas características tropicais. Calvin tornou-se pós-tropical às 21:00 UTC de 19 de julho.
Quando Calvin se aproximou do Havaí, um alerta de tempestade tropical foi emitido para o condado do Havaí na manhã de 17 de julho; o alerta foi atualizado para um aviso de tempestade tropical mais tarde naquela noite. Um estado de emergência foi declarado pelo governador do Havaí, Josh Green, em julho 18, e uma equipe da Agência Federal de Gestão de Emergências foi enviada ao estado para ajudar nos preparativos. Todos os parques estaduais da Ilha Grande, bem como a maior parte do Parque Nacional dos Vulcões do Havaí, foram fechados a partir da tarde de 18 de julho, enquanto as escolas públicas foram fechadas durante todo o dia 19 de julho. A Hawaiian Airlines, durante os dias 19 e 20 de julho, ofereceu voos reprogramados gratuitamente aos seus passageiros entre Hilo e Kona. Oito abrigos de emergência foram abertos em todo o condado em 18 de julho. Calvin não causou danos significativos; de acordo com o governador Green e o prefeito do condado do Havaí, Mitch Roth, apenas pequenas inundações ocorreram em áreas propensas a inundações da ilha grande. A precipitação atingiu até 184 mm na cordilheira de Honolii, enquanto as rajadas de pico de 116 km/h (72 mph) e 113 km/h (70 mph) foram registadas nos cumes de Haleakal e Mauna Kea, respectivamente.

### Depressão tropical Quatro-E
Uma ampla área de baixa pressão associada a uma onda tropical formou-se ao sul da Costa do Sudoeste do México em 17 de julho. A perturbação tornou-se mais bem organizada em 21 de julho e, às 09:00 UTC, a depressão tropical Quatro-E formou-se a sudoeste da península de Baja Califórnia. Mais tarde naquele dia, a estrutura da depressão começou a deteriorar-se. Logo perdeu toda a sua convecção profunda e, às 15:00 UTC de 22 de julho, degenerou em uma baixa remanescente.

### Furacão Dora
Uma onda tropical que o NHC vinha rastreando há vários dias atravessou a América Central para o Pacífico oriental em 29 de julho, ao largo da costa de El Salvador, produzindo uma grande área de chuva e trovoadas em meio a um ambiente favorável. O sistema tornou‑se mais bem organizado em 31 de julho, e a depressão tropical Cinco-E desenvolveu-se naquela tarde. A convecção profunda aumentou dentro da depressão e reforçou-se na tempestade tropical Dora no início do dia seguinte. Durante os dias 2 e 3 de agosto, Dora intensificou-se rapidamente para a força da categoria 4, muito a sudoeste de Cabo San Lucas, México. Então, depois de enfraquecer para uma categoria 3, mais tarde naquele dia, ele se intensificou novamente para a categoria 4, atingindo ventos sustentados de pico de 225 km/h (140 mph) no início de 4 de agosto. Mais tarde naquele dia e no dia seguinte, o sistema enfraqueceu para a categoria 2, antes de se recuperar. Dora alcançou a categoria 4 pela terceira vez em 5 de Agosto, com ventos sustentados de 125 kn (230 km/h). Esta re-intensificação resultou em Dora adquirir traços anulares, exibindo um olho simétrico de 28 km, rodeado por um anel espesso de intensa atividade de tempestade, envolto em faixas de chuvas e tempestades que giram em torno de seu núcleo. Às 15:00 UTC do dia seguinte, Dora teve uma ligeira flutuação de intensidade enquanto se movia em direção ao oeste a 33 km/h), atravessou para a bacia do Pacífico Central. Dora continuou a ser um poderoso furacão de categoria 4 em 8 de agosto, uma vez que passou para o sul da Ilha do Havaí, com ventos sustentados de 115 kn (215 km/h). Mais tarde, na manhã de 9 de agosto, Dora fortaleceu-se mais uma vez, gerando ventos de 230 km/h em meio a um ambiente de baixa cisalhamento e temperaturas quentes da superfície do mar. Continuou a apresentar características anulares, com um olho bem definido e simétrico de 15 km, rodeado por um nublado denso central compacto de menos de 190 km de largura. No final do mesmo dia, a estrutura anular de Dora deteriorou-se, deixando o sistema suscetível a intrusões de ar seco. Durante este período, O furacão passou a sul da Ilha Johnston. Em consequência da alteração da estrutura da tempestade, em consequência da alteração da estrutura da tempestade, Dora enfraqueceu para a força da categoria 3 na manhã de 10 de agosto. À medida que o dia avançava, a estrutura do furacão começou a degradar alguns devido ao cisalhamento ao sul e a uma mudança no curso em direção ao oeste-noroeste ao longo da borda sudoeste de um sistema de alta pressão. Às 21:00 UTC de 11 de agosto, Dora enfraqueceu para a força da categoria 2 a cerca de 1.450 km ao sul da Ilha Midway. Três horas depois, chegou à Linha Internacional de data, saindo da bacia central do Pacífico, e foi reclassificado como tufão Dora.
Embora Dora não representasse uma ameaça direta para as ilhas havaianas, o Serviço Nacional de Meteorologia em Honolulu emitiu numerosos avisos meteorológicos e alertas, especialmente avisos de bandeira vermelha, para partes das várias ilhas na expectativa de que o furacão ajudasse a aumentar os ventos alísios em conjunto com uma seca em curso. Um gradiente de pressão acentuado entre um anticiclone forte ao norte do Havaí e Dora ao o sul produziu ventos gradientes incrivelmente fortes sobre as ilhas, o que, por sua vez, ajudou a causar vários incêndios florestais no Havaí e em Maui. Os incêndios mataram pelo menos 80 pessoas, todas em Maui, e danificaram ou destruíram mais de 1700 edifícios, principalmente em Lahaina.

## Nomes das tempestades
Os nomes a seguir serão usados para tempestades nomeadas que se formam no nordeste do Oceano Pacífico durante o ano de 2023. Os nomes retirados, se houver, serão anunciados pela Organização Meteorológica Mundial durante as 46ª Sessões conjuntas do Comitê de Furacões RA IV na primavera de 2024. Os nomes não retirados desta lista serão usados novamente na temporada de 2029. Esta é a mesma lista usada na temporada de 2017. Esta lista é a mesma utilizada na temporada de 2017.
| - Adrian - Beatriz - Calvin - Dora - Eugene - Fernanda - Greg - Hilary | - Irwin - Jova - Kenneth - Lidia - Max - Norma - Otis - Pilar (sem usar) | - Ramon (sem usar) - Selma (sem usar) - Todd (sem usar) - Veronica (sem usar) - Wiley (sem usar) - Xina (sem usar) - York (sem usar) - Zelda (sem usar) |

Para tempestades que se formam na área de responsabilidade do Centro de Furacões do Pacífico Central, abrangendo a área entre 140 graus a oeste e a Linha Internacional de Data, todos os nomes são usados em uma série de quatro listas rotativas. Os próximos quatro nomes que serão programados para uso em 2023 são mostrados abaixo.
| - Hone (sem usar) | - Iona (sem usar) | - Keli (sem usar) | - Lala (sem usar) |  |

## Efeitos sazonais
Esta é uma tabela de todas as tempestades que se formaram na temporada de furacões do Pacífico de 2023. Inclui sua duração, nomes, áreas afetadas, danos e totais de mortes. As mortes entre parênteses são adicionais e indiretas (um exemplo de morte indireta seria um acidente de trânsito), mas ainda estavam relacionadas àquela tempestade. Danos e mortes incluem totais enquanto a tempestade foi extratropical, uma onda tropical ou uma baixa, e todos os números de danos estão em USD (Dólar estadunidense).
| Escala de Furacões de Saffir-Simpson |    |    |   |   |   |   |   |
| DT                                   | TS | TT | 1 | 2 | 3 | 4 | 5 |

| Adrian                | 27 de junho – 2 julho            | Furacão categoria 2 | 165 (105) | 970  | Nenhum                                                                                        | Nenhum         | Nenhum  |               |
| Beatriz               | 29 de junho – 1 de julho         | Furacão categoria 1 | 140 (85)  | 991  | México Ocidental                                                                              | Desconhecido   | 1       | [ 21 ]        |
| Calvin                | 11 de julho–19                   | Furacão categoria 3 | 205 (125) | 955  | Havai                                                                                         | Menor          | Nenhum  |               |
| Quatro-E              | 20 de julho–21                   | Depressão tropical  | 55 (35)   | 1006 | Nenhum                                                                                        | Nenhum         | Nenhum  |               |
| Dora                  | 31 de julho – 11 de agosto       | Furacão categoria 4 | 230 (145) | 942  | Havai, Atol Johnston                                                                          | Nenhum         | Nenhum  |               |
| Eugene                | 5 de agosto–7                    | Tempestade tropical | 110 (70)  | 992  | Sul península de Baja California, Sul da Califórnia                                           | Nenhum         | Nenhum  |               |
| Fernanda              | 12 de agosto–17                  | Furacão categoria 4 | 215 (130) | 955  | Nenhum                                                                                        | Nenhum         | Nenhum  |               |
| Greg                  | 14 de agosto–18                  | Tempestade tropical | 85 (50)   | 1000 | Nenhum                                                                                        | Nenhum         | Nenhum  |               |
| Hilary                | 16 de agosto–21                  | Furacão categoria 4 | 230 (145) | 939  | México Ocidental, Ilhas Revillagigedo, Península de Baja California, Oeste dos Estados Unidos | $700 milhão    | 0 (2)   | [ 62 ] [ 63 ] |
| Irwin                 | 27 de agosto–29                  | Tempestade tropical | 65 (40)   | 997  | Nenhum                                                                                        | Nenhum         | Nenhum  |               |
| Jova                  | 4 de setembro–10                 | Furacão categoria 5 | 260 (160) | 929  | México Ocidental, Sudoeste dos Estados Unidos                                                 | Menor          | Nenhum  |               |
| Doze-E                | 15 de setembro–17                | Depressão tropical  | 55 (35)   | 1006 | Nenhum                                                                                        | Nenhum         | Nenhum  |               |
| Kenneth               | 19 de setembro–22                | Tempestade tropical | 85 (50)   | 1000 | Nenhum                                                                                        | Nenhum         | Nenhum  |               |
| Quatroteen-E          | 23 de setembro–25                | Depressão tropical  | 55 (35)   | 1007 | Nenhum                                                                                        | Nenhum         | Nenhum  |               |
| Lidia                 | 3 de outubro–11                  | Furacão categoria 4 | 220 (140) | 942  | México Ocidental, Islas Marías, México Sudoeste                                               | Desconhecido   | 2       |               |
| Max                   | 8 de outubro–10                  | Tempestade tropical | 100 (65)  | 991  | México Sudoeste                                                                               | Desconhecido   | 2       |               |
| Norma                 | 17 de outubro–23                 | Furacão categoria 4 | 215 (130) | 941  | Baja California Sur, Sinaloa                                                                  | Desconhecido   | 3       |               |
| Otis                  | 22 de outubro–25                 | Furacão categoria 5 | 270 (165) | 923  | Sul do México                                                                                 | ≥$2.4 bilhão   | >27     | [ 64 ]        |
| Agregado da temporada |                                  |                     |           |      |                                                                                               |                |         |               |
| 18 sistemas           | 27 de junho – Temporada em curso |                     | 270 (165) | 923  |                                                                                               | ≥$614.7 milhão | >34 (3) |               |